# 奥萨·利德斯特伦
奥萨·利德斯特伦（瑞典語：Åsa Lidström，1968年8月15日—），生于穆尔舍市镇，瑞典女子冰球运动员。她曾代表瑞典国家队参加1998年冬季奥林匹克运动会冰球比赛，获得第5名。